# 霍斯特·拜尔
霍斯特·拜尔（德語：Horst Beyer，1958年12月16日—），德国男子现代五项、田径运动员。他曾代表西德、德国参加1988年、1992年、1996年和2000年夏季残疾人奥林匹克运动会，获得二枚金牌、一枚银牌和二枚铜牌。